# Parque natural Puez-Geisler
El Parque natural Puez-Geisler (en alemán: Naturpark Puez-Geisler; en italiano:Parco naturale Puez Odle) Es un área natural que abarca dos cordilleras principales: el grupo Puez y grupo de Odle, ambos pertenecientes a los Dolomitas de Gardena en las Dolomitas. Fue establecido en 1978 y más tarde se amplió en 1999 con la anexión de la zona Rasciesa (parte de la ciudad de Ortisei) en la región de Tirol del Sur al norte del país europeo de Italia.
El área protegida está delimitada al oeste por el Valle Isarco, al norte de la Pustertal, al este con el Val Badia y al sur con el Val Gardena.